# بورتوغوس
بلدية بورتوغوس (بالإسبانية: Pórtugos) هي بلدية تقع في مقاطعة غرناطة التابعة لمنطقة أندلوسيا جنوب إسبانيا.

## الديموغرافيا
بلغ عدد سكان بلدية بورتوغوس 384 نسمة عام 2011 (وفقاً للمعهد الوطني الإسباني للإحصاء).
| 440 | 437 | 430 | 408 | 408 | 408 | 384 |